# Goldstickerei

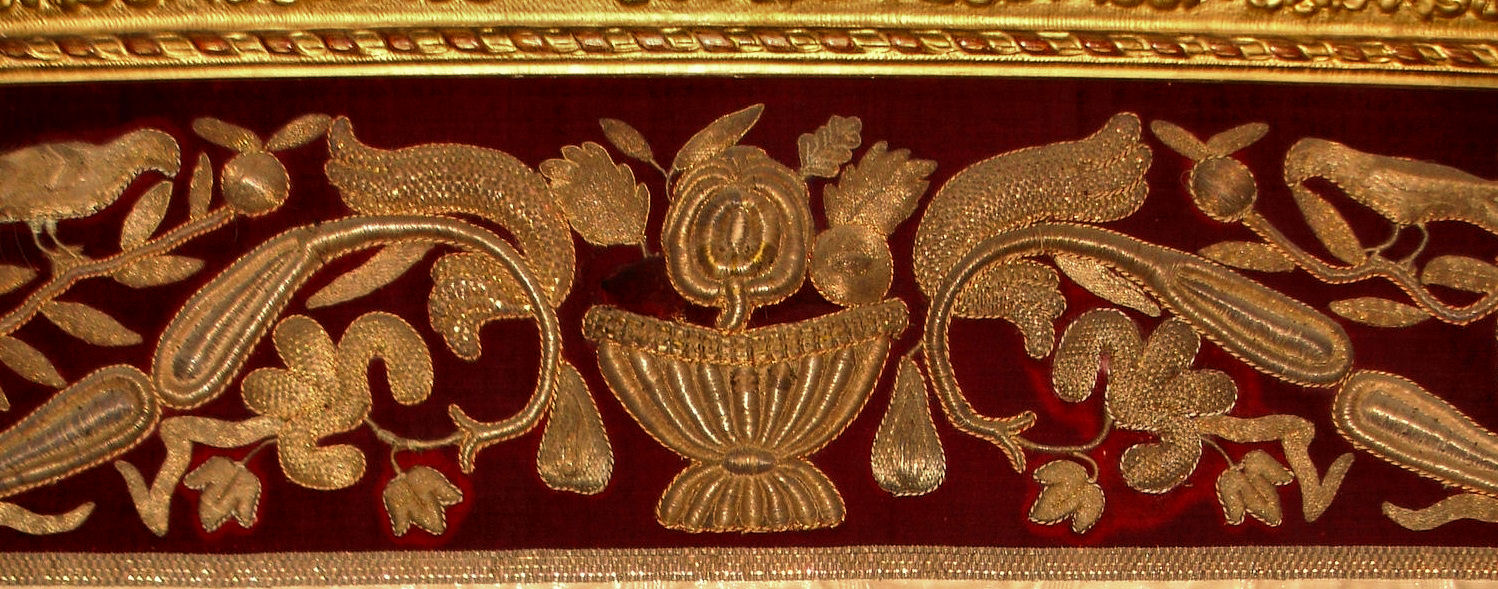
Goldstickerei auf einem Antependium (Gent, 1660).

Goldfadenstickerei – Abzeichen eines Marinepiloten und Offiziers der Deutschen Bundeswehr

Goldstickerei ist eine Sticktechnik, bei der durch Sticken mit Metallfäden, z. B. aus Gold oder Silber, Ornamente auf einem textilen Träger aufgebracht werden. Sie wird bei der Herstellung von Posamenten, z. B. für Kragenspiegel militärischer Uniformen, und für Paramente liturgischer Gewänder verwendet.
Die Goldstickerei bildet neben der Perlenstickerei die kostbarste Stickform. Sie ist zudem die neben der Nadelmalerei die künstlerisch und technisch anspruchsvollste, da sie hohe Ansprüche an das Geschick und die Ausbildung der Sticker stellt.

## Varianten der Goldstickerei
Die Goldstickerei wird in vier verschiedene Grundtechniken unterteilt:
- die Anlegearbeit oder Aufheftarbeit,
- die mit Goldbouillon ausgeführte Kantillenstickerei,
- die Sprengarbeit und
- die Stecharbeit.

Bei der Anlegearbeit werden Gespinstfäden und Schnüre, häufig zur Umrandung eines flächenfüllenden Musters, einzeln oder exakt nebeneinander gelegt mit Überfangstichen überstochen und gefestigt. Die Enden der Schnüre werden durch den Stickgrund gezogen.
Bei der Kantillenstickerei wird die Kantille auf den Arbeitsfaden aufgefädelt und dem Untergrund aufgenäht, häufig über einer Einlage, so dass ein Relief entsteht. Dabei kommt die Kantille nur auf der Oberseite zu liegen, der Aufnähfaden passiert auch die Rückseite.
Bei der Sprengarbeit wird ein Gold- oder Silberfaden über einer Unterlage hin- und hergeführt, der an der Kante der Unterlage durch einen an der Rückseite hin- und herlaufenden Faden festgeheftet wird. Sprengarbeit wird vor allem für die Stickereien bei Galauniformen (z. B. des diplomatischen Dienstes und hohen Offizieren der Armee) und bei aufwändigen Trachtenteilen verwendet.
Bei der Stecharbeit schließlich verläuft der Goldfaden sowohl auf der Ober- als auch an der Unterseite des Trägers, so dass das Muster beidseitig erscheint.
Häufig wird die Goldstickerei zusätzlich mit Pailletten, Edelsteinen, Perlen, Glasperlen oder Metallfolien verziert.
Eine weitere Technik der Goldstickerei ist Or Nué (schattiertes Gold). Bei dieser Stickform wird der Goldfaden mit einem Seidenfaden auf dem Trägermaterial angebracht. Der Unterschied in dem Abstand zwischen den Seidenfäden sorgt dafür, dass der Goldfaden mehr oder weniger bedeckt wird. Dies führt dazu, dass ein Licht-und-Schatten-Spiel zwischen Farbe und Gold entsteht.
Die Art der im Mittelalter berühmten Goldstickerei, die so wunderbare Wirkung hervorbrachte, wie man sie noch an den in Wien aufbewahrten so genannten burgundischen Gewändern (Kaseln) aus dem 15. Jahrhundert sieht, ist technisch von der heutigen Goldstickerei verschieden. Während jetzt die Goldfäden wie andere Fäden behandelt werden, legte man sie früher parallel nebeneinander und nähte sie mit Überfangstichen fest. Auf den so erst gebildeten Grund wurde nun mit Plattstich die eigentliche Stickerei gesetzt, durch welche das Gold hindurchschimmerte (Reliefstickerei).